# Malá Ida
Malá Ida este o comună slovacă, aflată în districtul Košice-okolie din regiunea Košice, pe malul râului Ida⁠(d). Localitatea se află la altitudinea de 292 m deasupra n.m., se întinde pe o suprafață de 10,19 km2 și în 2017 număra 1.581 de locuitori.

## Istoric
Localitatea Malá Ida este atestată documentar din 1247.

## Demografie
| An:                | 1994 | 2004    | 2014    | 2024    |
| ------------------ | ---- | ------- | ------- | ------- |
| Număr de persoane: | 831  | 1187    | 1477    | 2010    |
| Diferență:         |      | +42,83% | +24,43% | +36,08% |

| An:                | 2023 | 2024   |
| ------------------ | ---- | ------ |
| Număr de persoane: | 1972 | 2010   |
| Diferență:         |      | +1,92% |